# Realismul american

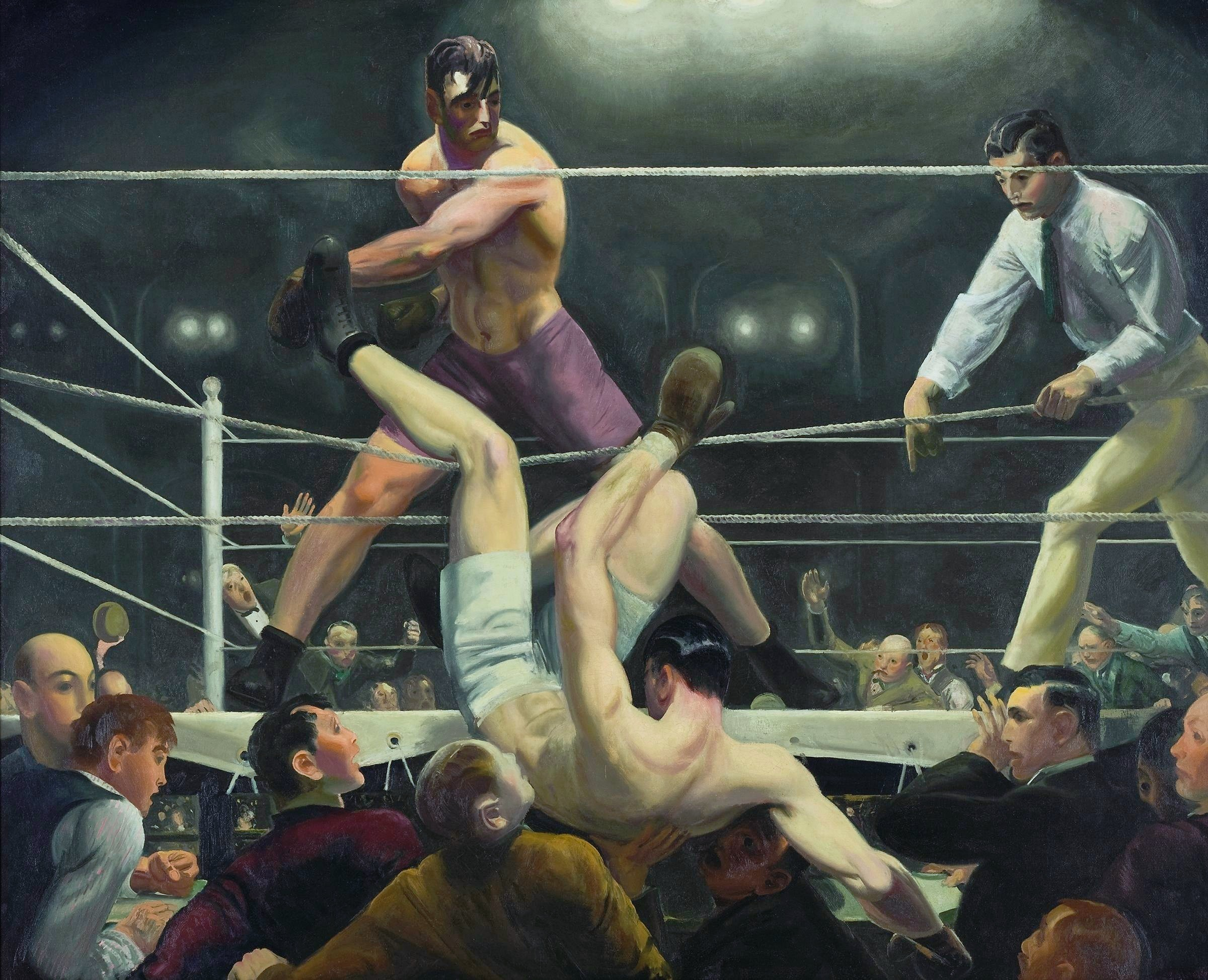
George Bellows, Dempsey and Firpo(1924), Muzeul Whitney de Artă Americană

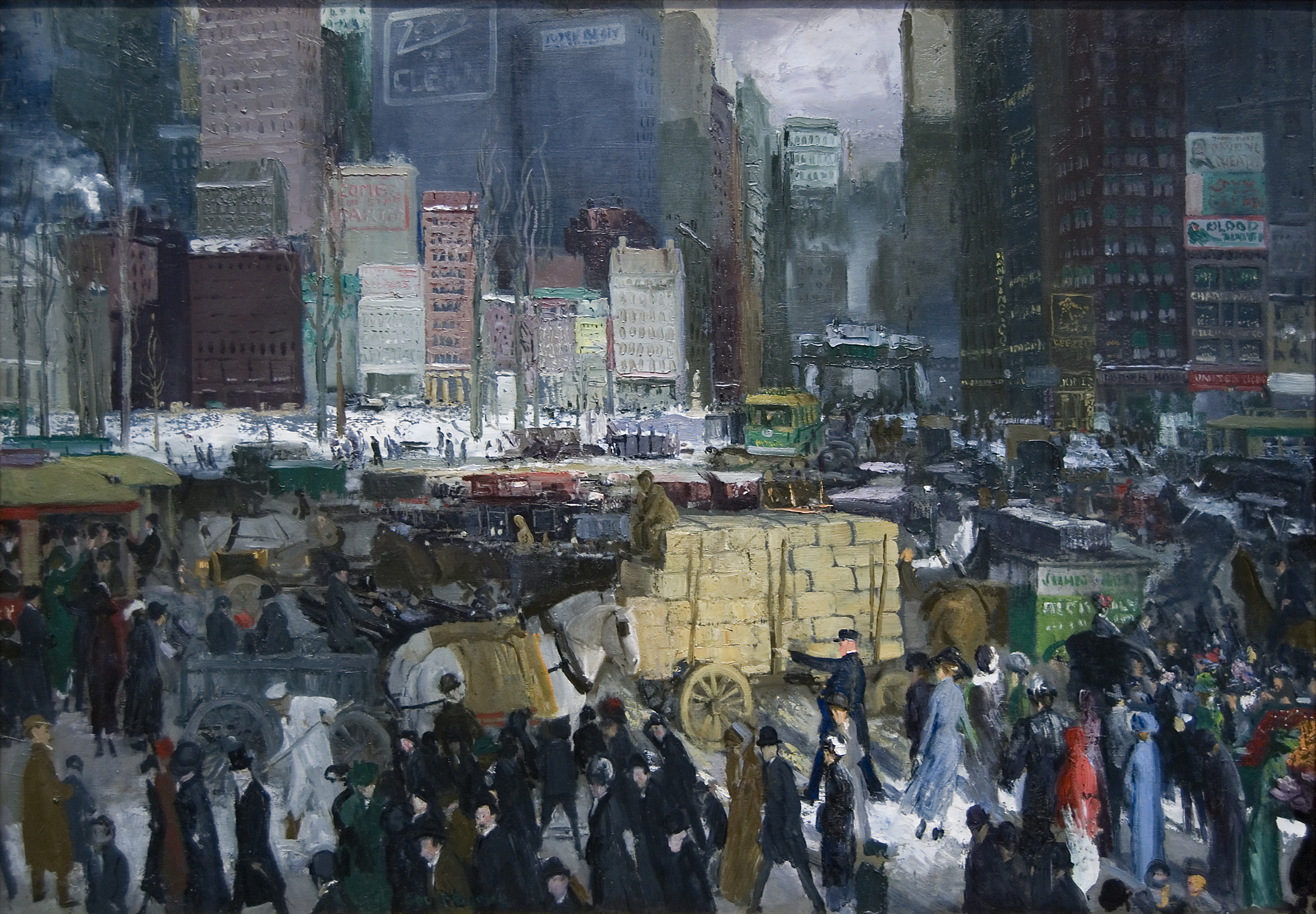
George Bellows, New York (1911)

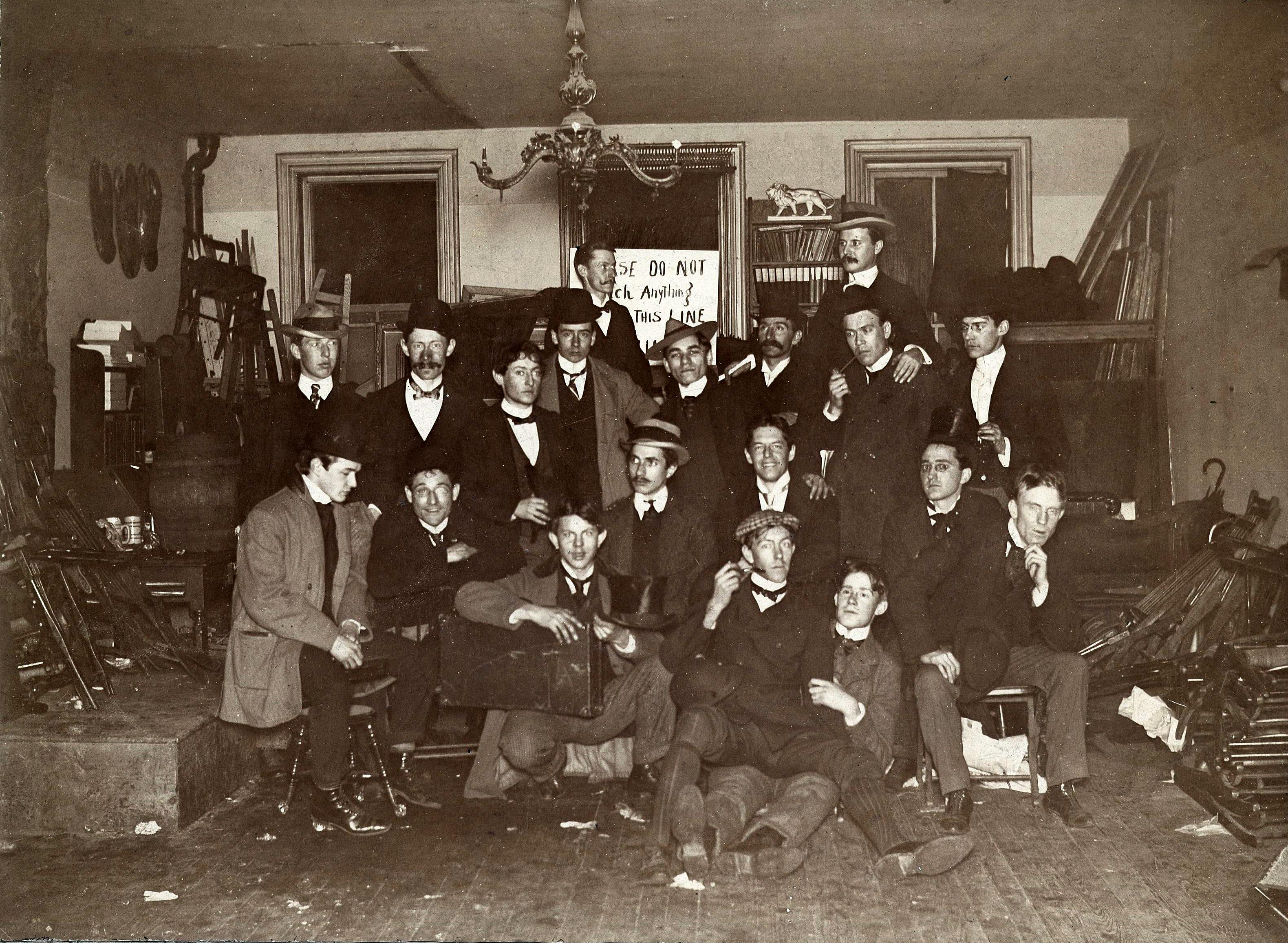
Artiști și prieteni ai școlii Ashcan la Studioul din Philadelphia al lui John French Sloan, 1898

Realismul american a fost un curent în artă, muzică și literatură care a ilustrat realitățile sociale contemporane și viața de zi cu zi a oamenilor obișnuiți. Mișcarea a început în literatură la mijlocul secolului al XIX-lea și a devenit o tendință importantă în arta vizuală la începutul secolului al XX-lea. Fie că era vorba de o portretizare culturală sau de o vedere scenică a centrului orașului New York, lucrările realiștilor americani au încercat să definească ceea ce era considerat real.
La începutul secolului al XX-lea, a apărut o nouă generație de pictori, scriitori și jurnaliști americani. Mulți dintre pictori au resimțit influența artiștilor mai în vârstă, cum ar fi Thomas Eakins, Mary Cassatt, John Singer Sargent, James McNeill Whistler, Winslow Homer, Childe Hassam, J. Alden Weir, Thomas Pollock Anshutz și William Merritt Chase. Cu toate acestea, aceștia erau interesați să creeze opere noi și în esența lor urbane, care să reflecte viața de oraș a unei populații cu origini mai mult urbane decât rurale, într-o Americă care tranziționa către următorul secol. 

## America la începutul secolului al XX-lea

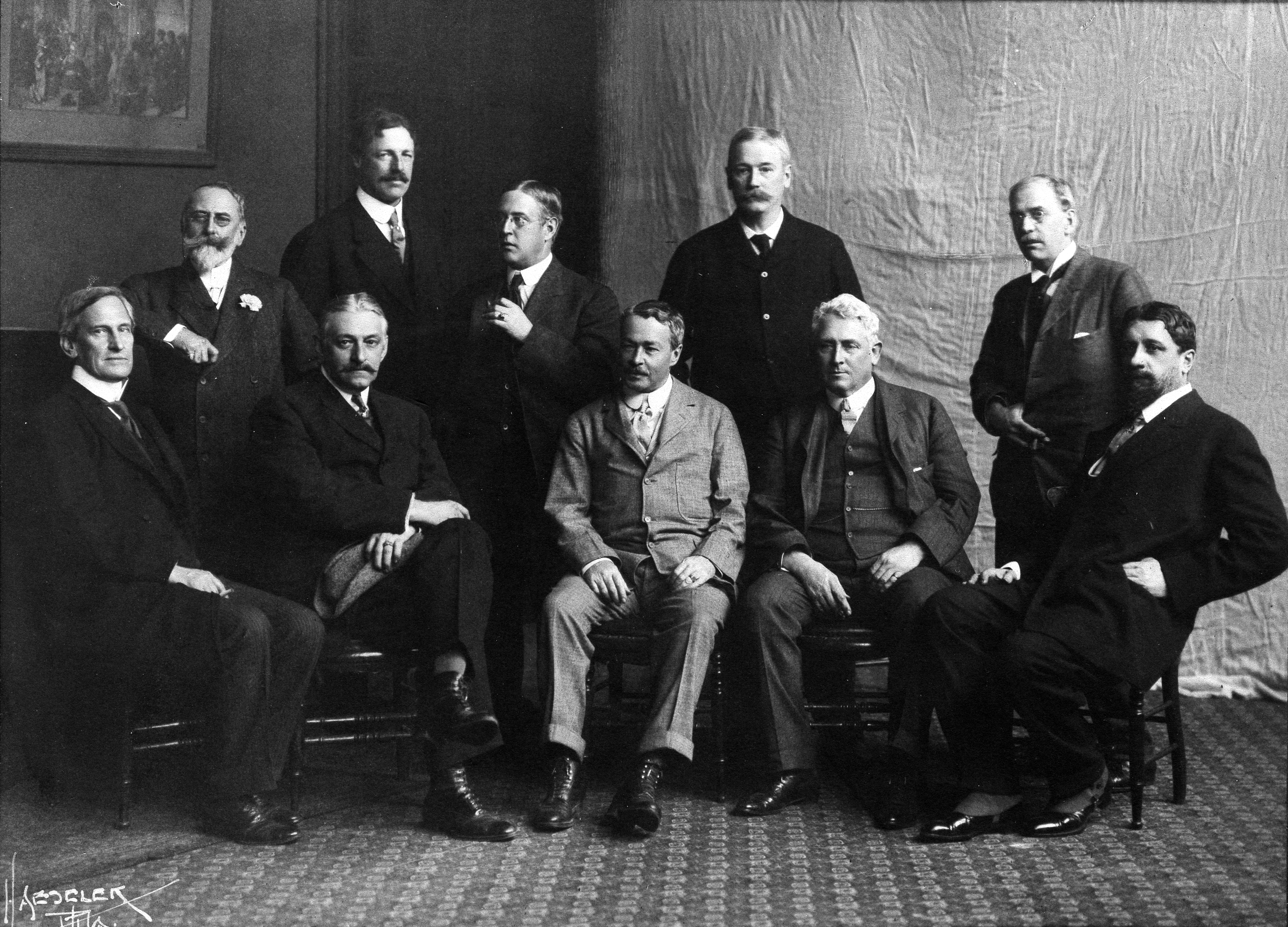
Ten American Painters în 1908. Cei 10 au fost Childe Hassam, J. Alden Weir, William Merritt Chase, Robert Reid, Willard Metcalf, Frank Weston Benson, Edmund Charles Tarbell, Thomas Wilmer Dewing, Joseph DeCamp și Edward Simmons.

De la sfârșitul secolului al XIX-lea până la începutul secolului al XX-lea, Statele Unite au experimentat schimbări industriale, economice, sociale și culturale considerabile. Un val continuu de imigrație europeană și creșterea potențialului pentru comerț internațional au adus creștere și prosperitate în America. Prin artă și expresie artistică (prin toate mijloacele, inclusiv pictură, literatură și muzică), realismul american a încercat să redea epuizarea și exuberanța culturală a peisajului american figurativ și viața oamenilor obișnuiți. Artiștii au folosit sentimentele, texturile și sunetele orașului pentru a influența culoarea, textura și aspectul proiectelor lor creative. Muzicienii au observat natura rapidă și alertă a începutului secolului al XX-lea și au răspuns cu un ritm proaspăt și nou. Scriitorii au început să spună noi povești despre americani, băieți și fete din America reală, care puteau să le fie frați sau vecini. Abandonând fantezia și concentrându-se asupra prezentului, realismul american a prezentat o nouă viziune și o descoperire - introducând modernismul și ceea ce înseamnă să trăiești în prezent. Școala Ashcan, cunoscută și sub numele de The Eight (Cei opt) și grupul numit Ten American Painters (Zece pictori americani) au creat nucleul noului modernism american în artele vizuale.

## Ashcan School și Cei opt

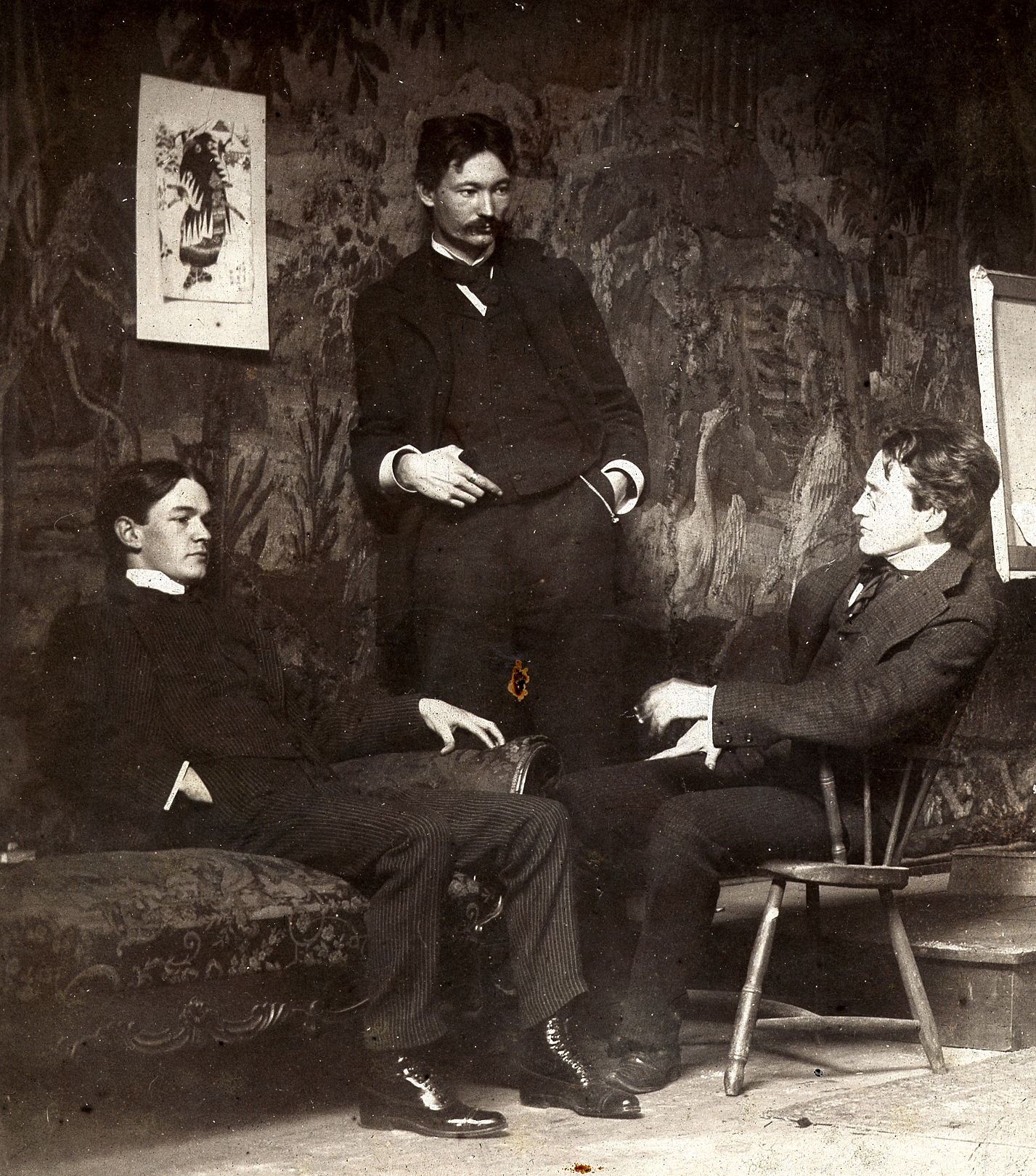
Artiștii Școlii Ashcan, c. 1896, de la stânga la dreapta, Everett Shinn, Robert Henri, John French Sloan

Școala Ashcan a fost un grup de artiști din New York City care au căutat să surprindă atmosfera orașului New York de la începutul secolului al XX-lea prin portrete realiste ale vieții de zi cu zi. Acești artiști preferau să redea clasa de jos a imigranților, bogată și texturată cultural, în locul socialiților din Fifth Avenue. Un critic de la acea vreme nu a apreciat alegerea lor de subiecte, care includeau alei, cămine, locuitori ai mahalalei și, în cazul lui John Sloan, taverne frecventate de clasa muncitoare. Membrii școlii au devenit cunoscuți sub numele de „banda neagră revoluționară și apostolii urâțeniei”.

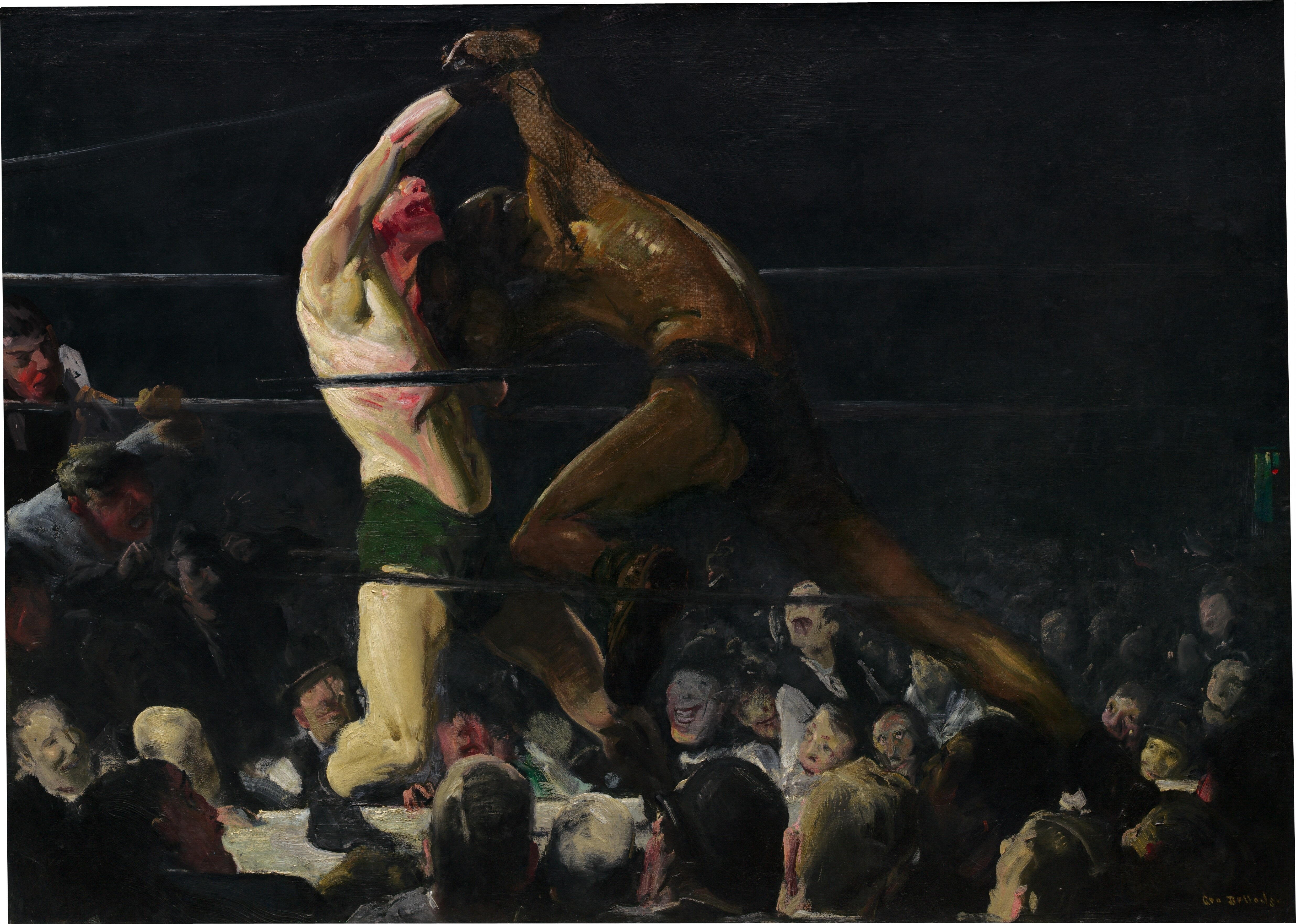
George Bellows, Both Members of This Club, 1909, ulei pe pânză, 45 × 63 in. (115 × 160,5 cm), Galeria Națională de Artă

### George Bellows
George Bellows (1882–1925) a pictat viața de oraș din New York. Picturile sale aveau o îndrăzneală expresionistă și o dorință de a-și asuma riscuri. A avut o fascinație pentru violență, așa cum se vede în pictura Both Members of This Club (1909), care descrie o scenă de box sângeroasă. Pictura sa din 1913 Cliff Dwellers descrie un peisaj urban care nu este o vedere anume, ci o compozitie formată din mai multe vederi.

### Robert Henri

Robert Henri, Snow in New York, 1902, ulei pe pânză, National Gallery of Art, Washington, DC

Robert Henri (1865–1921) a fost un realist american important și membru al Școlii Ashcan. Henric era interesat de spectacolul vieții de zi cu zi. S-a concentrat asupra indivizilor oarecare, străinilor, care treceau rapid strazile din orasele mari si mici. Portretizarile oamenilor din picturile sale au fost mai degrabă simpatetice decât ironice, folosind adesea un fundal întunecat pentru a adăuga căldură persoanei descrise. Lucrările lui Henri s-au caracterizat prin aplicari viguroase de pensula și impasto îndrăzneț care au subliniat materialitatea vopselei. Henri i-a influențat pe Glackens, Luks, Shinn și Sloan. În 1906, a fost ales de Academia Națională de Design, dar când pictorii din cercul său au fost respinși pentru expoziția din 1907 a academiei, el ia acuzat pe colegii jurați de discriminare și a părăsit juriul, hotărând să organizeze o expoziție proprie. Mai târziu s-a referit la academie drept „un cimitir de artă”.

### Everett Shinn

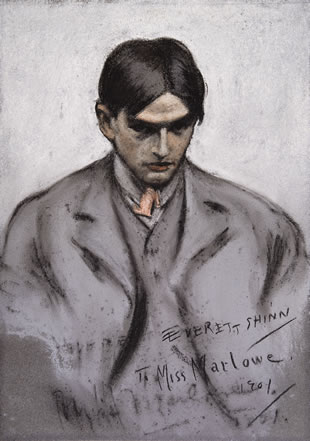
Everett Shinn, Autoportret, 1901

Everett Shinn (1876–1953), membru al Școlii Ashcan, a fost renumit pentru numeroasele sale picturi despre New York și teatru, precum și pentru diferitele aspecte ale luxului și vieții moderne, inspirate de casa sa din New York. A pictat scene de teatru din Londra, Paris și New York. A găsit interes pentru spectacolul urban al vieții, făcând paralele între teatru și locuri aglomerate și viață. Spre deosebire de Degas, Shinn a descris interacțiunea dintre public și interpret.

### George Benjamin Luks

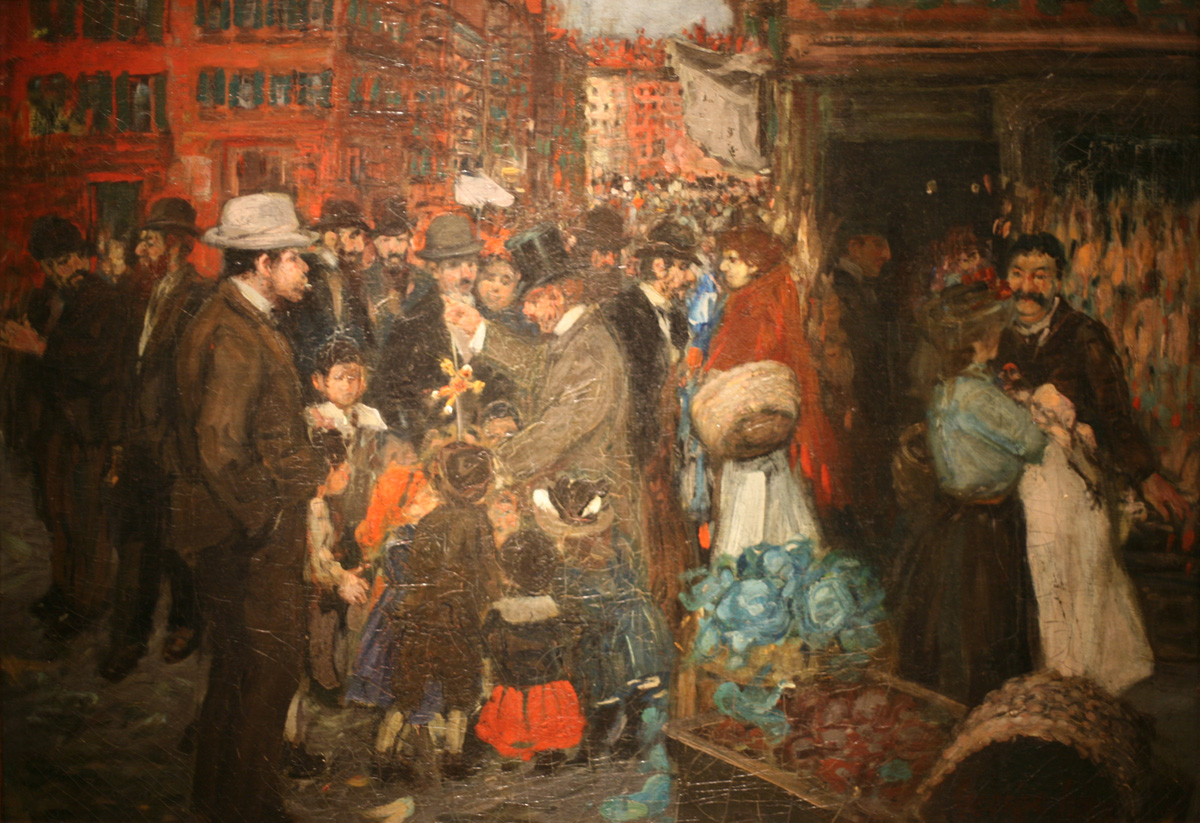
George B. Luks, Hester Street, 1905, Muzeul Brooklyn

George B. Luks (1866–1933) a fost un artist al scolii Ashcan care a trăit în Lower East Side din Manhattan. În pictura lui Luks Hester Street (1905), el arată un grup de copii care sunt distrați de un bărbat cu o jucărie, în timp ce o femeie și un negustor au o conversație în fundal. Privitorul se află mai degrabă printre mulțimi decât deasupra ei. Luks arata o latura pozitiva a Lower East Side arătând două fete tinere dansând în The Spielers, care este un tip de dans printre imigranții din clasa muncitoare; în ciuda sărăciei, copiii dansează pe stradă. El caută mai degrabă bucuria și frumusețea în viața săracilor decât tragedia.

### William Glackens

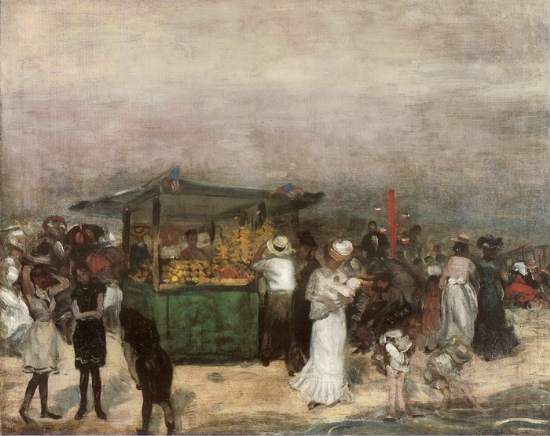
William Glackens, Coney Island Fruit Stand, 1898

La începutul carierei sale, William Glackens (1870–1938) a pictat cartierul din jurul studioului său din Washington Square Park. De asemenea, a fost un ilustrator comercial de succes, producând numeroase desene și acuarele pentru reviste contemporane care i-au portretizat cu umor pe new-yorkezi în viața lor de zi cu zi. Mai târziu în viață, acesta a fost recunoscut ca fiind „Renoirul american” pentru vederile sale impresioniste despre malul mării și Riviera Franceză.

### John Sloan

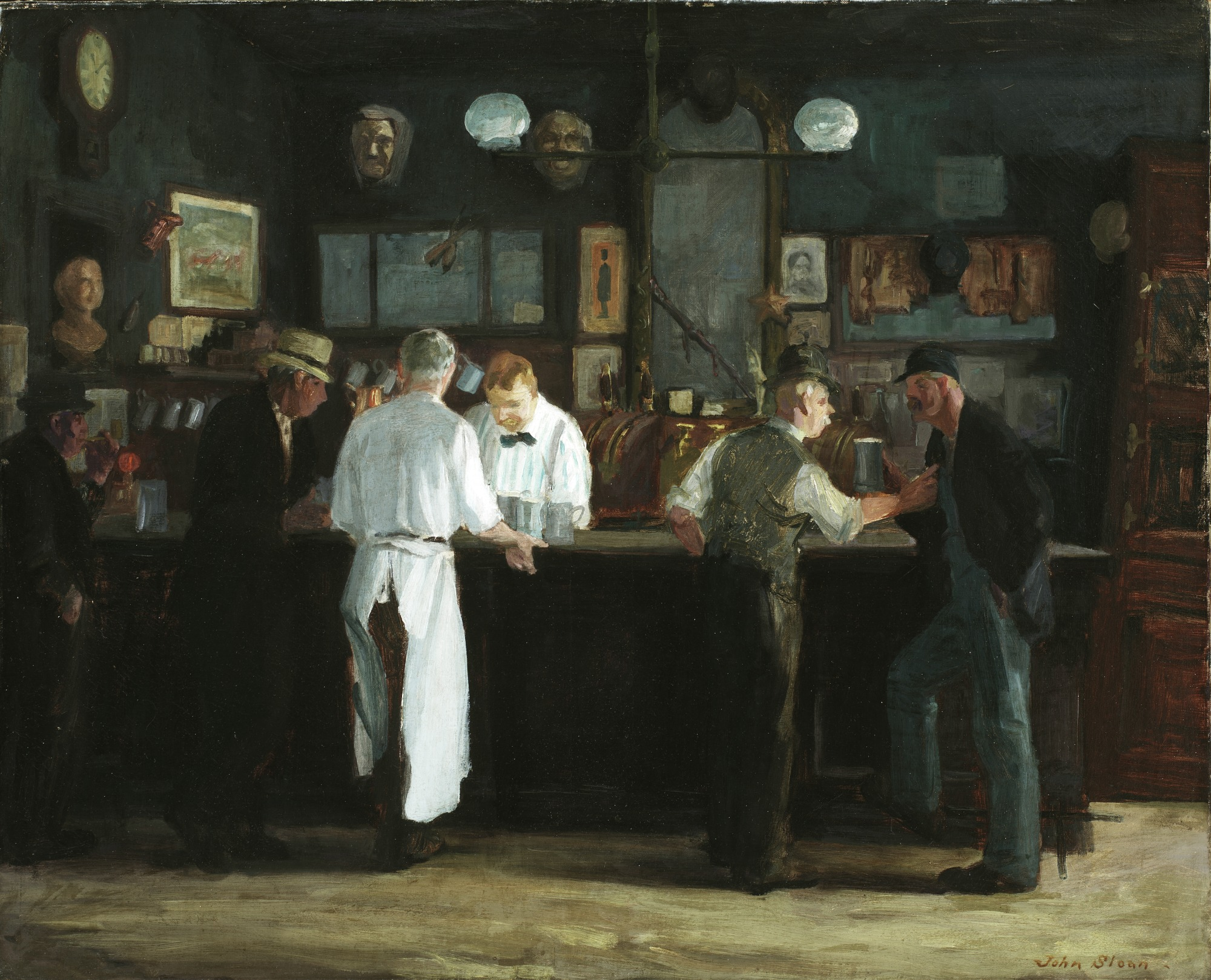
John French Sloan, McSorley's Bar, 1912, Institutul de Arte din Detroit

John Sloan (1871–1951) a fost un realist de la începutul secolului al XX-lea al școlii Ashcan, ale cărui preocupări față de condițiile sociale americane l-au determinat să se alăture Partidului Socialist în 1910. Originar din Philadelphia, a lucrat la New York după 1904. Din 1912 până în 1916, a contribuit cu ilustrații la gazeta socialista The Masses. Lui Sloan nu-i plăcea propaganda, iar în desenele sale pentru Masse, ca și în picturile sale, s-a concentrat pe viața de zi cu zi a oamenilor. El a descris timpul liber al clasei muncitoare cu accent pe subiectele feminine. Printre lucrările sale mai cunoscute se numără Picnic Grounds și Sunday, Women Drying Their Hair. Nu-i plăcea categoria Școlii Ashcan și și-a exprimat supărarea față de istoricii de artă care l-au identificat ca fiind un pictor al scenei americane: „Unii dintre noi obișnuiau să picteze mici comentarii destul de sensibile despre viața din jurul nostru. Nu știam. a fost scena americană. Nu-mi place aceasta denumire... Un simptom al naționalismului, care a cauzat multe necazuri în această lume.”

### Edward Hopper

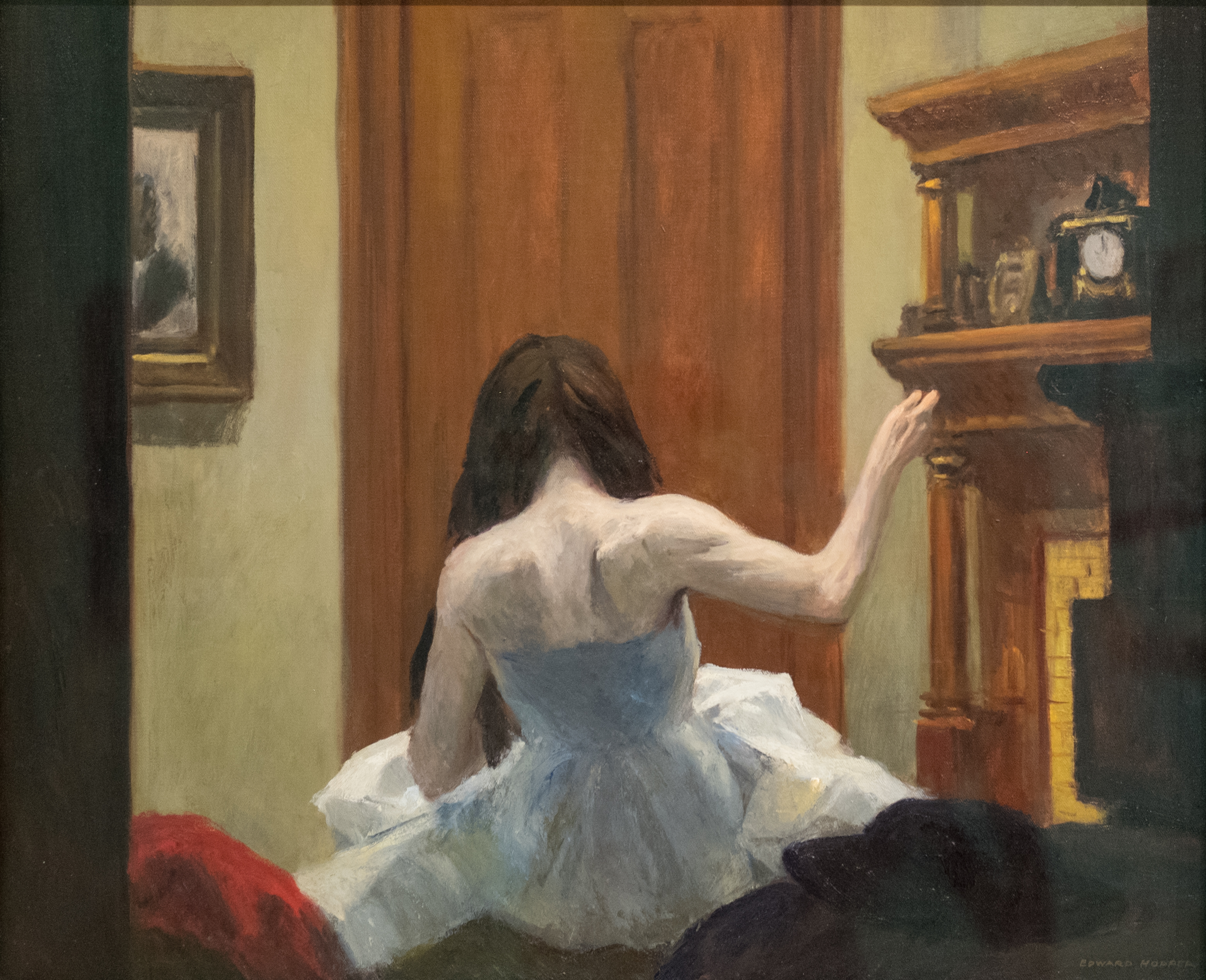
Edward Hopper, New York Interior, c. 1921, Muzeul de Artă Americană „Whitney”

Edward Hopper (1882 – 1967) a fost un proeminent pictor și gravor realist american. Hopper este cel mai modern dintre realiștii americani și cel mai contemporan. Deși cunoscut cel mai popular pentru picturile sale în ulei, el a fost la fel de priceput ca acuarelist și gravor în gravură. Atât în scenele sale urbane, cât și în cele rurale, redările sale destul de rezervate și fin calculate au reflectat viziunea lui personală asupra vieții americane moderne.
Profesorul lui Hopper, Robert Henri, și-a încurajat elevii să-și folosească arta pentru a „cauza agitație în lume”. De asemenea, i-a sfătuit pe studenții săi „Nu subiectul contează, ci ceea ce simțiți despre el” și „Uitați de artă și pictați imagini cu ceea ce vă interesează în viață”. În acest fel, Henri l-a influențat pe Hopper, precum și pe studenții George Bellows și Rockwell Kent, și i-a motivat să redea reprezentări realiste ale vieții urbane. Unii artiști din cercul lui Henri, inclusiv John Sloan, un alt profesor al lui Hopper, au devenit membri ai The Eight, cunoscut și sub numele de Ashcan School of American Art. Prima sa pictură în ulei existentă care a sugerat celebrele sale interioare a fost Solitary Figure in a Theater (c. 1904). În timpul studenției, Hopper a pictat și zeci de nuduri, naturi moarte, peisaje și portrete, inclusiv autoportretele sale.

### Alți artiști vizuali
Joseph Stella, Charles Sheeler, Jonas Lie, Edward Willis Redfield, Joseph Pennell, Leon Kroll, B.J.O. Nordfeldt, Gertrude Käsebier, Alfred Stieglitz, Edward Steichen, E. J. Bellocq, Philip Koch, David Hanna

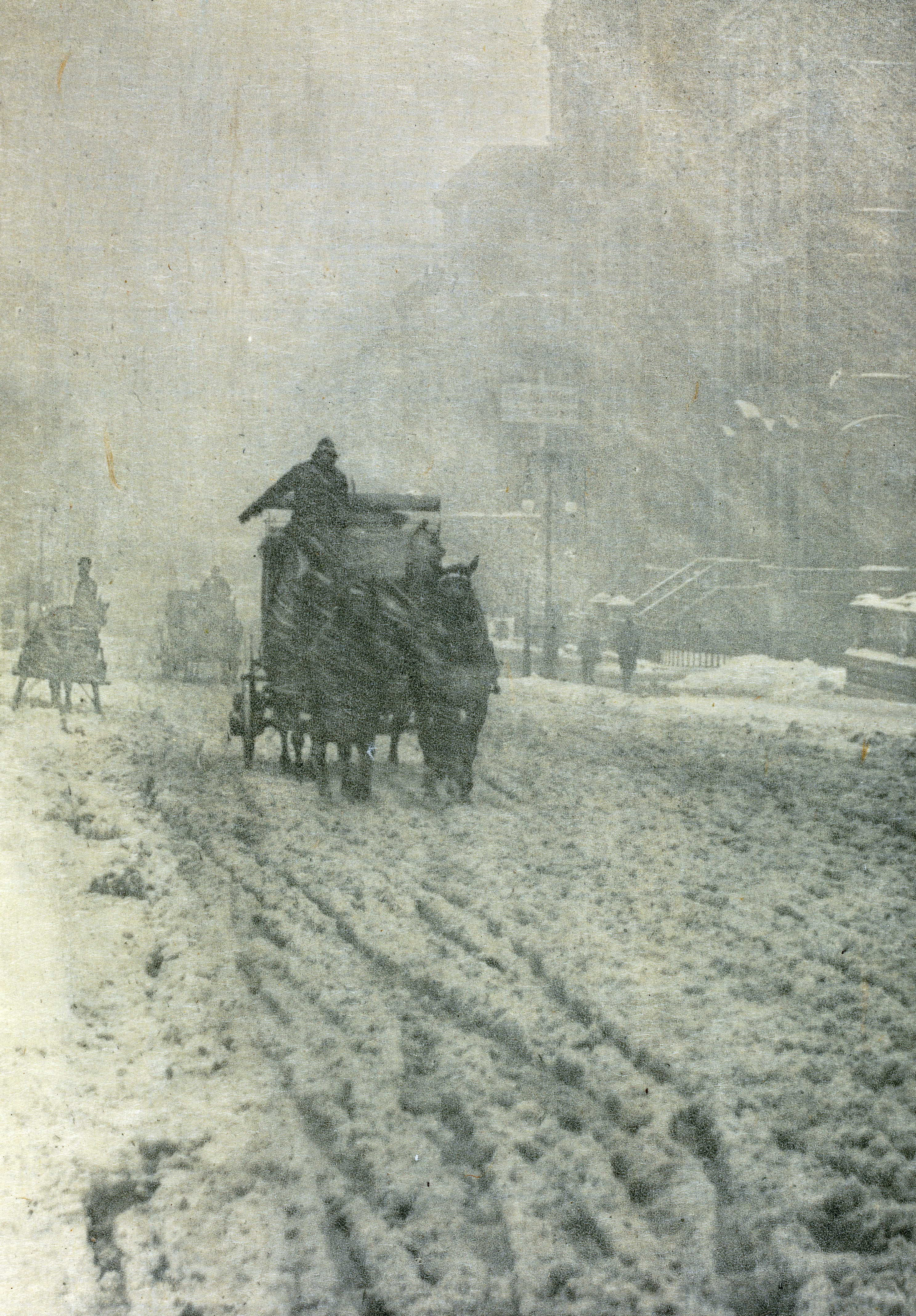
Alfred Stieglitz, Winter – Fifth Avenue, 1893, photograph
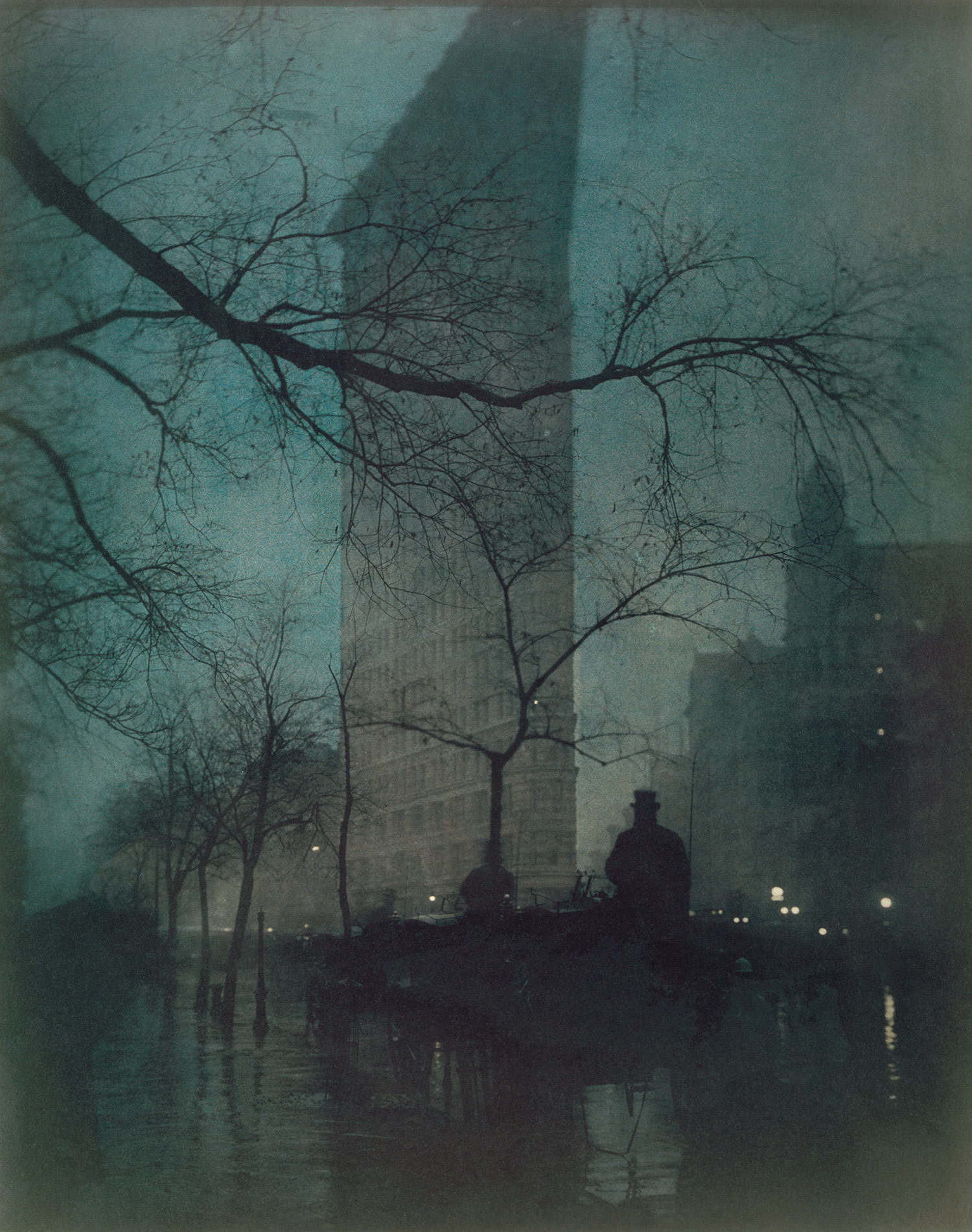
Edward Steichen, The Flatiron Building, 1904, photograph
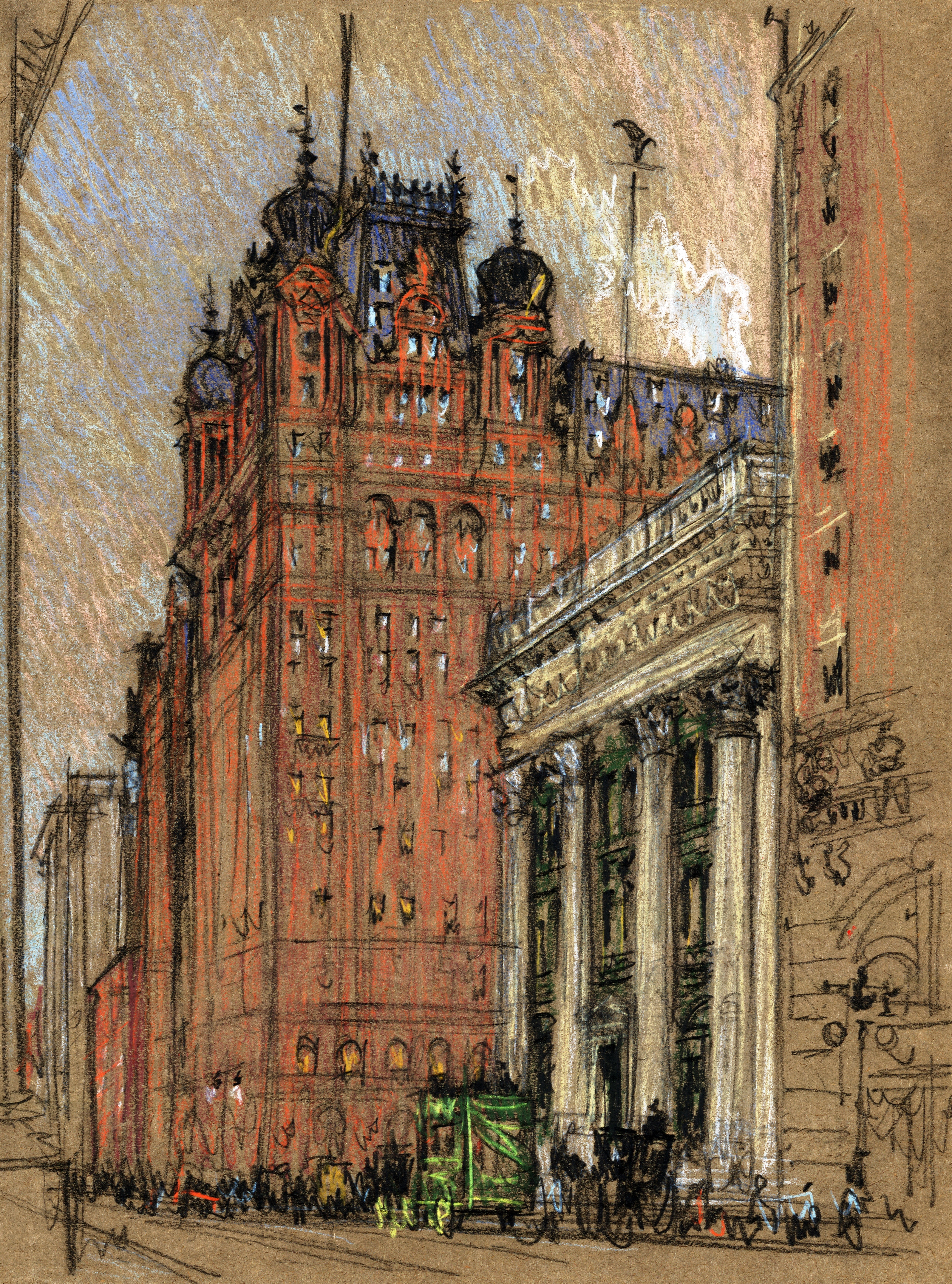
Joseph Pennell, The Waldorf-Astoria, c. 1904–1908, charcoal and pastel on brown paper
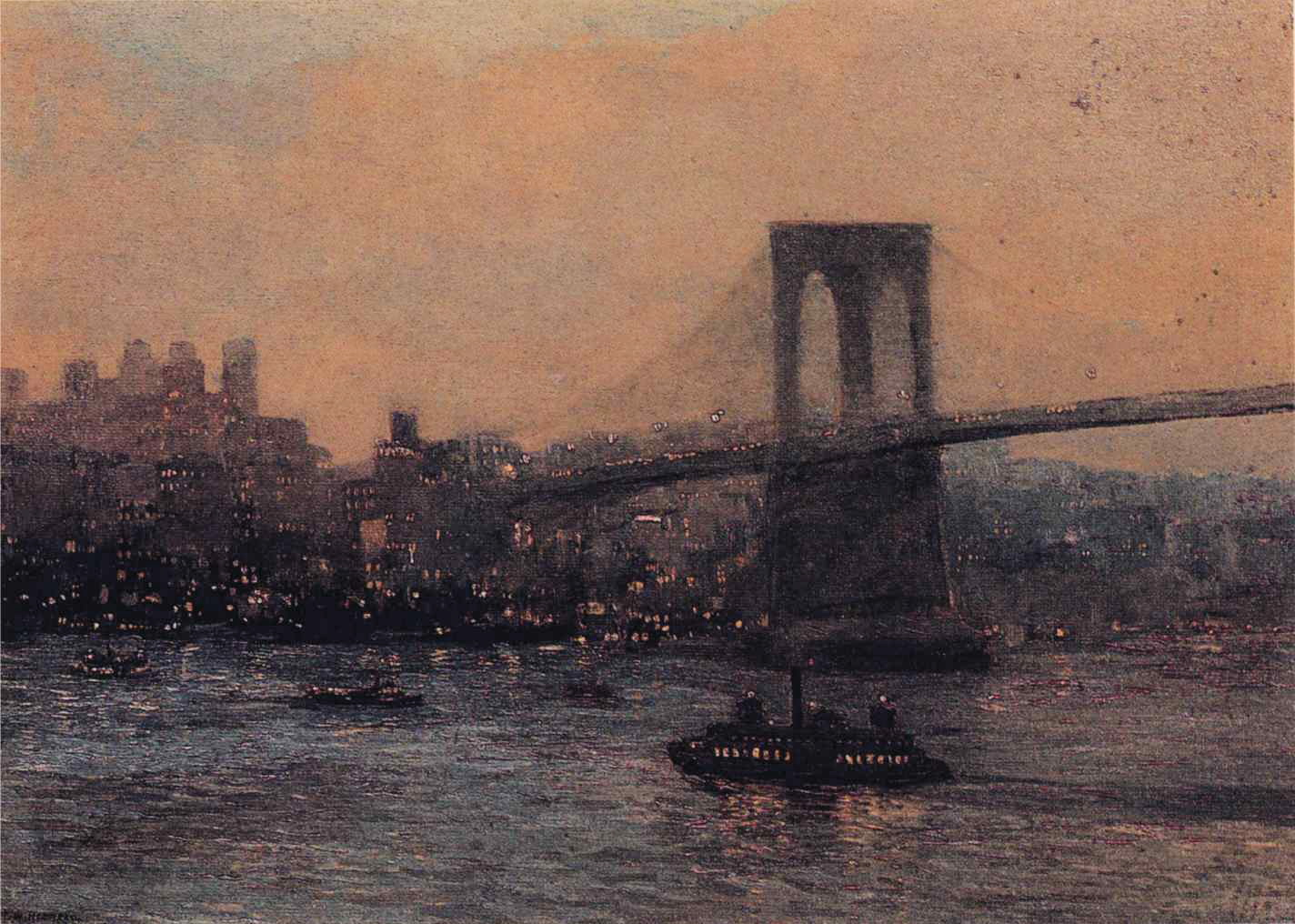
Edward Willis Redfield, Brooklyn Bridge at Night, 1909, oil on canvas
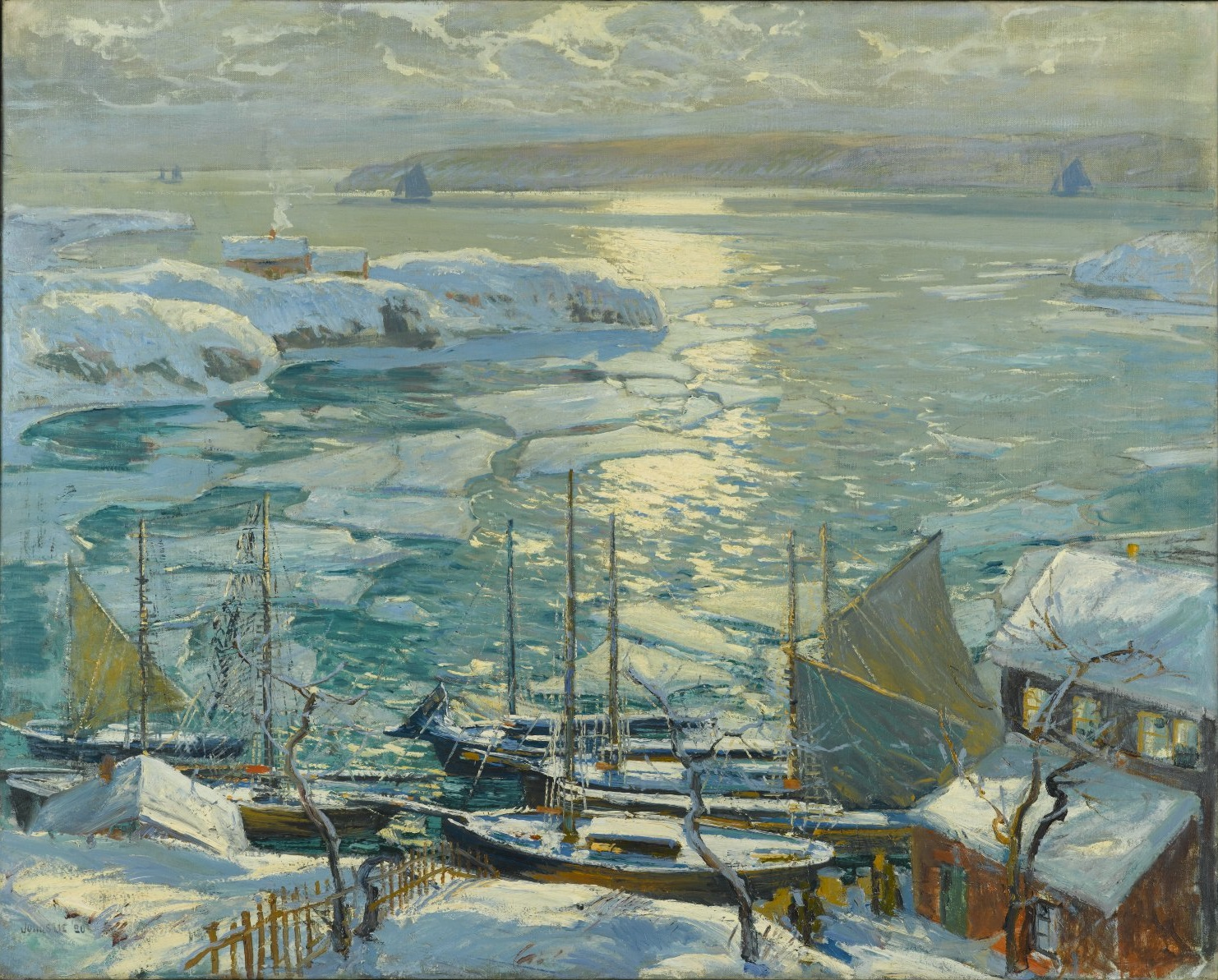
The Old Ships Draw to Home Again, 1920, Jonas Lie, Brooklyn Museum

## Scriitori

### Horatio Alger, Jr.
Horatio Alger, Jr. (1832-1899) a fost un prolific autor american din secolul al XIX-lea, a cărui producție principală consta în romane juvenilie de tip "de la zdrențăroș la bogăție", care urmăreau aventurile lustragilor, copiilor vânzători de ziare, negustorilor ambulanți, artiștilor stradali și altor copii săraci în ascensiunea lor din medii modeste către vieți de siguranță și confort respectabile din clasa de mijloc. Romanele sale, dintre care Ragged Dick este un exemplu tipic, care au fost extrem de populare în zilele lor.

### Stephen Crane
Stephen Crane (1871–1900), născut în Newark, New Jersey, avea rădăcini care se întindeau până în perioada Războiului Revoluționar American, având strămoși soldați, preoți, șerifi, judecători și fermieri care trăiseră cu un secol mai devreme. În primul rând un jurnalist care a scris și ficțiune, eseuri, poezie și piese de teatru, Crane a văzut viața în cea mai brută formă a ei în mahalale și pe câmpurile de luptă. Romanul său tulburător despre Războiul Civil, The Red Badge of Courage, a fost publicat cu mare aclamare în 1895, dar abia a avut timp să se bucure de atenție înainte să moară la vârsta de 28 de ani, neglijându-și sănătatea. El a avut succes continuu după moartea sa, fiind considerat un campion al omului de rând, un realist și un simbolist.
Maggie: A Girl of the Streets (1893)este unul dintre cele mai bune, dacă nu cel mai timpuriu, roman naturalist american. Este o poveste sfâșietoare despre o fată săracă și sensibilă a cărei părinți needucati și alcoolici esuaza in a avea grija de ea. Îndrăgostită și dornică să scape de casa ei violentă, ea se lasă sedusă să trăiască cu un tânăr care o părăsește curând. Atunci când mama ei plină de superioritate o respinge, Maggie devine prostituată pentru a supraviețui, dar moare curând. Subiectul pământesc al lui Crane și stilul său obiectiv, științific, lipsit de moralizare, definesc opera Maggie ca o operă naturalistă.

### William Dean Howells
William Dean Howells (1837–1920) a scris ficțiune și eseuri în modul realist. Ideile sale despre realism în literatură s-au dezvoltat în paralel cu atitudinile sale socialiste. În rolul său de redactor al revistei Atlantic Monthly și Harper's Magazine și ca autor al unor cărți precum A Modern Instance și The Rise of Silas Lapham, Howells și-a exprimat o opinie puternică și a influențat în stabilirea teoriilor sale.

### Mark Twain
Samuel Clemens (1835–1910), mai bine cunoscut sub numele său de autor Mark Twain, a crescut în orașul de frontieră Hannibal, Missouri. Scriitorii americani din secolul al XIX-lea erau adesea florali, sentimental sau ostentativi – parțial pentru că încă încercau să demonstreze că pot scrie la fel de elegant ca britanicii. Ernest Hemingway, în Green Hills of Africa, a scris că mulți romantici "scriau ca niște coloniali englezi exilați dintr-o Anglie din care nu au făcut niciodată parte către o Anglie mai nouă pe care o construiau... Nu foloseau cuvintele pe care oamenii le-au folosit întotdeauna în vorbire, cuvintele care supraviețuiesc în limbaj." În același eseu, Hemingway a afirmat că toată ficțiunea americană provine din romanul Aventurile lui Huckleberry Finn al lui Mark Twain,. Stilul lui Twain, bazat pe vorbirea americană viguroasă, realistă și coloquială, a oferit scriitorilor americani o nouă apreciere a vocii lor naționale. Twain a fost primul autor important provenit din interiorul țării, captând limbajul său distinctiv, umorul și iconoclasmul. Pentru Twain și alți scriitori americani de la sfârșitul secolului al XIX-lea, realismul nu era doar o tehnică literară: era o modalitate de a spune adevărul și de a exploda convențiile demodate. Twain este cel mai bine cunoscut pentru lucrările sale Aventurile lui Tom Sawyer și Aventurile lui Huckleberry Finn.

### Sam. R. Watkins
Sam R. Watkins (1839–1901) a fost un scriitor și umorist american din secolul al XIX-lea, cel mai bine cunoscut pentru memoriile sale "Co. Aytch", care relatează viața sa ca soldat în Armata Statelor Confederate. El "vorbea încet, cu un ton umoristic" și demonstrează o pricepere neobișnuită ca povestitor. Una dintre calitățile lăudabile ale cărții sale este realismul. Într-o epocă notată pentru romantizarea "războiului" și a bărbaților care l-au luptat, el scria cu o franchețe surprinzătoare. Johnny Rebs din paginile sale nu sunt cu toții eroi. Viața de soldat așa cum este portretizată de Watkins avea mai multă plictiseală și suferință decât emoție și glorie. El povestește mult despre oboseala copleșitoare a marșurilor lungi; plictiseala și disconfortul liniștii lungi de iarnă; capriciile și asprimea disciplinei; incompetența ofițerilor; căderile periodice ale moralului; incertitudinea și sărăcia rațiilor; și rutina obositoare a vieții militare. Scrierile sale despre lupte fac referiri frecvente la sunetul groaznic al obuzelor, grozăvia oribilă a trupurilor mutilate și strigătele agonizante ale răniților. Războiul așa cum este detaliat de condeiul său era o afacere crudă și sordidă.

### Alții
Alți scriitori de acest fel au fost Theodore Dreiser, Henry James, Jack London, Upton Sinclair, John Steinbeck, Margaret Deland, Edith Wharton și J. D. Salinger.

## Jurnalism

### Jacob Riis

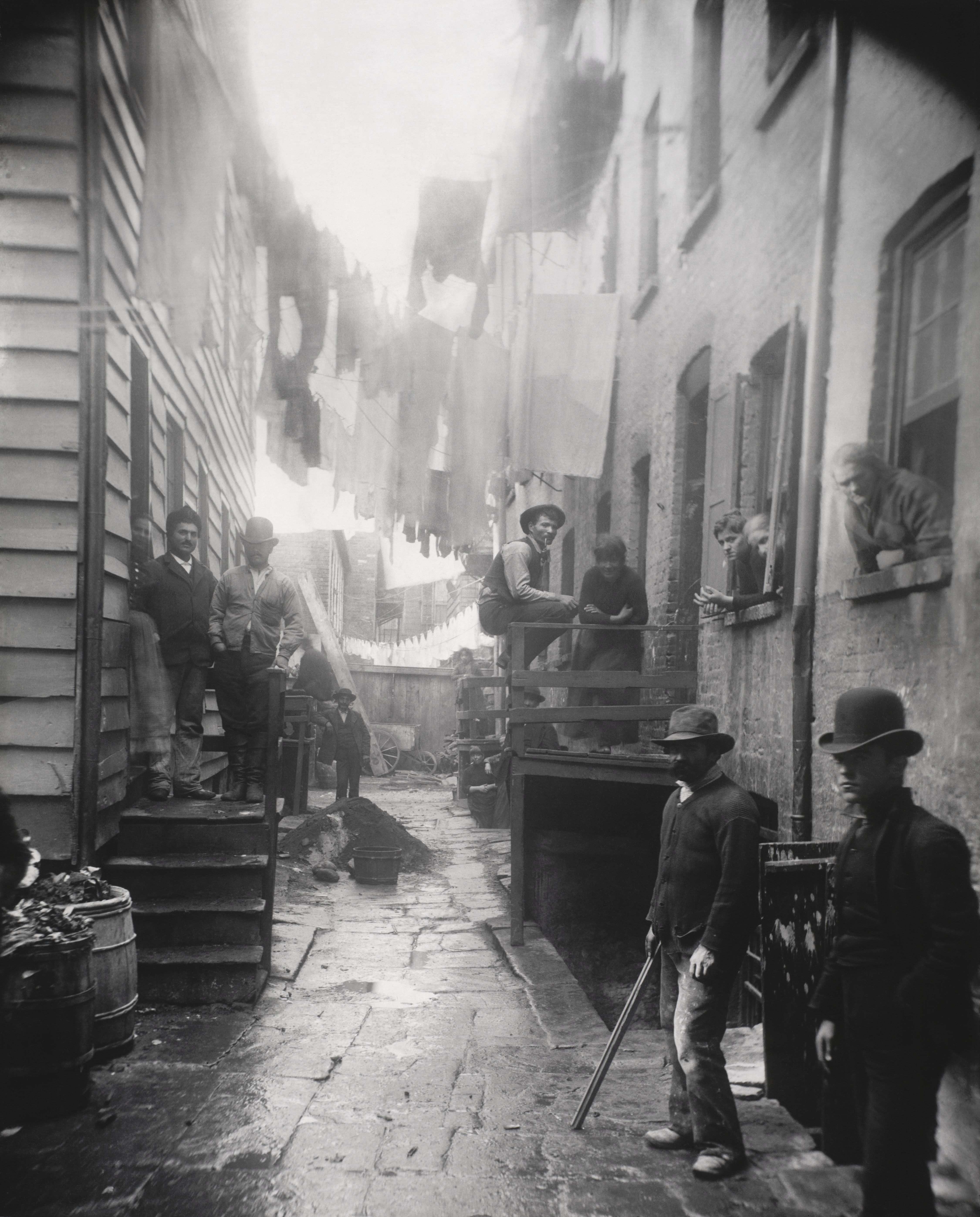
Jacob Riis, Colțul Bandiților, 1888, din "Cum trăiește cealaltă jumătate". Această imagine reprezintă Colțul Bandiților de la 59½ Mulberry Street, considerat cel mai plin de crimă și periculos cartier din New York City.

Jacob August Riis (1849–1914), un jurnalist, fotograf și reformator social danezo-american, s-a născut în Ribe, Danemarca. Este cunoscut pentru devotamentul său de a folosi talentele sale fotografice și jurnalistice pentru a ajuta pe cei mai puțin norocoși din New York City, care a fost subiectul celei mai mari părți a scrierilor sale prolificie și a eseurilor sale fotografice. A contribuit la implementarea "locuințelor-model" în New York cu ajutorul umanitarului Lawrence Veiller. Ca unul dintre primii fotografi care a folosit blitzul (flash-ul), este considerat un pionier în fotografie.

### Art Young
Art Young (1866–1943) a fost un caricaturist și scriitor american. Este cel mai cunoscut pentru desenele sale umoristice socialiste, în special cele create pentru revista radicală The Masses, al cărei co-redactor a fost Young între 1911 și 1917. Young a început ca fiind în general apolitic, dar treptat s-a arătat interesat de ideile de stânga și, în jurul anului 1906, se considera socialist. A devenit activ din punct de vedere politic; până în 1910, discriminarea rasială și sexuală și nedreptățile sistemului capitalist au devenit teme predominante în lucrările sale.

## Muzică

### James Allen Bland
James Allen Bland (1854–1919) a fost primul compozitor afro-american proeminent și este cunoscut pentru balada sa, Carry me Back to Old Virginny. „In the Evening by the Moonlight” și „Golden Slippers” sunt piese cunoscute pe care le-a scris și a scris alte hituri ale perioadei, printre care „In the Morning by the Bright Light” și „De Golden Wedding”. Bland a scris majoritatea cântecelor sale din 1879 până în 1882; în 1881, a părăsit SUA în Anglia cu Genuine Colored Minstrels a lui Haverly. Bland a găsit Anglia mai plină de satisfacții decât Statele Unite și a rămas acolo până în 1890; fie a încetat să scrie cântece în această perioadă, fie nu a reușit să găsească un editor englez.

### CA White
C.A. White (1829–1892) a scris hit-ul "Put Me in My Little Bed" în 1869, stabilindu-l ca un compozitor important. White era un compozitor cu aspirații serioase: Multe dintre cântecele sale erau scrise pentru cvartete vocale. De asemenea, a făcut mai multe încercări în domeniul operei. În calitate de jumătate de proprietar al firmei de publicare muzicală White, Smith & Company, avea o ieșire pregătită pentru lucrările sale, dar au fost cântecele sale cele care au susținut firma de publicare și nu invers. White nu disprețuia să scrie pentru scena populară – ba chiar a scris o melodie pentru producția pionieră a scenei afro-americane "Out of Bondage" – dar producția sa principală era destinată cântărețului de salon.

### W.C. Handy
W.C. Handy (1873 – 1958) a fost un compozitor și muzician de blues, adesea cunoscut drept „Părintele Bluesului”. Handy rămâne printre cei mai influenți compozitori americani. Deși a fost unul dintre mulți muzicieni care au cântat forma distinctiv americană de muzică cunoscută sub numele de blues, i se atribuie forma sa contemporană. Deși Handy nu a fost primul care a publicat muzică sub formă de blues, el a luat blues -ul de la un stil muzical regional nu foarte cunoscut la una dintre forțele dominante în muzica americană. Handy a fost un muzician educat care a folosit materiale populare în compozițiile sale. A fost scrupulos în documentarea surselor lucrărilor sale, care combinau frecvent influențele stilistice ale mai multor interpreți. A iubit această formă populară-muzicală și i-a adus o notă transformatoare.

### Scott Joplin
Scott Joplin (c. 1867/68–1917) a fost un muzician afro-american și compozitor de muzică ragtime și rămâne cea mai cunoscută figură. Muzica sa s-a bucurat de o renaștere considerabilă a popularității și a respectului critic în anii 1970, în special pentru cea mai faimoasă compoziție a sa "The Entertainer".